# Цомакіон Георгій Борисович
Георгій Борисович Цомакіон (* 1903 — † 19??) — радянський історик.  

## Життєпис та науковий доробок
Народився 1903 в Одесі у родині проф-а фізики та теоретика радіотехніки Б. Цомакіона. 
По закінченню гімназії 1921 вступив до ОАІ, але у зв'язку з його реорганізацією був переведений до Одеського інституту народної освіти, який закінчив у 1925 році. Під час  навчання підготував самостійні роботи «Історія Одеського Археологічного музею у зв'язку з історією археологічною науки на північному Чорномор'ї» і «Одеський обласний історико-археологічний музей, його історія і сучасна організація» тези якої успішно захистив 21.11. 1924.  
Паралельно з навчанням працював практикантом Одеської центральної наукової бібліотеки, потім стажистом Одеського державного історико-археологічного музею (до серпня 1926), був членом археологічної секції Одеської комісії краєзнавства при ВУАН. Згодом став викладачем Одеського політехнічного інституту.
30.01.1930 за звинуваченням у контрреволюційній діяльності заарештований. Після 8 місяців  ув'язнення був засуджений до 5 років заслання (місце перебування невідомо). Із протоколів допитів його батька Б. Цомакіона, даних під час арешту 1938, відомо, що у цей час він працював викладачем у Тамбові. Подальша доля невідома. Реабілітований 1989.

### Наукові публікації
- К столетию Одесского и Керченского археологических музеев // Вісник Одеської комісії краєзнавства  при Всеукраїнській Академії Наук. — Ч. 2-3./ Відп. ред С. Дложевський — Одеса: Вид. Одес. коміс. краєзн.,  1925.  — С. 81  — 84.